# 志楽川
志楽川（しらくがわ）は、京都府舞鶴市を流れる二級水系の本流。

## 地理
京都府舞鶴市と福井県大飯郡高浜町の境にある青葉山（標高693 m）の西側、舞鶴市松尾地区に源を発し、ほぼ国道27号に沿って西進し舞鶴湾へ注ぐ。

## 特徴
下流の河口付近はゼロメートル地帯となっており、近年でこそ堤防の嵩上げなどで宅地浸水することは少なくなったが、それでも台風などの大雨時には河川に注ぐ側溝などから水が溢れ出ることがしばしばある。
中流付近は比較的穏やかな流れとなっているが、水量に比して川幅が狭く、大雨時には堤防決壊の恐れがあるとされ、水量メーター監視点が設けられている。
一方で上流は景色のよい渓谷状となっている。

## 流域の自治体
京都府
- 舞鶴市

## 主な支流
上流から下流へ記載。
- 堀川
- 小倉川
- 新川
- 鹿原川

## 橋梁
- 青葉橋（京都府道564号松尾吉坂線）
- 吉坂小橋（京都府道563号松尾寺停車場線）
- 青葉大橋・田中橋（国道27号）
- 安岡橋（福井県道・京都府道772号高浜舞鶴線）
- 松島橋（京都府道・福井県道21号舞鶴野原港高浜線）

## その他河川周辺
- 松尾寺
- JR西日本 小浜線 松尾寺駅
- 京都府道562号金剛院線
- 金剛院
- 舞鶴市立志楽小学校
- 京都府道28号小倉西舞鶴線
- 舞鶴市立東図書館
- 京都府立東舞鶴高等学校浮島分校